# Édouard Berthelemot
Édouard Berthelemot, né le 21 juin 1877 à Troyes (Aube) et mort le 20 mai 1932 à Merxem (Belgique), est un homme politique français.

## Biographie

### Carrière
D'une ancienne famille bourguignonne de juristes, Edouard Berthélemot entame des études de droit qui vont le mener jusqu'au doctorat. S’ensuivent quatre années de cléricature dans des études d’avoués de Troyes et de Paris, aux termes desquelles il devient avoué, pourvu de la charge laissée vacante par le décès de son père, fonction qu’il exerce pendant dix années.
Son jeune frère Louis suit la même voie dans le droit et devient docteur en droit, puis avocat à la Cour de Paris après être sorti diplômé de l’Ecole des Sciences Politiques . Il est nommé en décembre 1902 secrétaire du ministre de l’Agriculture, Léon Mougeot.
Attiré par le barreau, Edouard Berthélemot s’installe comme avocat à Troyes avant d’être nommé suppléant de la justice de paix du premier canton de Troyes en février 1910. Renonçant finalement au barreau, il commence une carrière de magistrat peu de temps avant que n’éclate la Première Guerre mondiale. A l’été 1914, âgé de 37 ans, il est mobilisé comme lieutenant au 37ème régiment de réserve. Fait Chevalier puis Officier de la Légion d’Honneur, il est promu capitaine à titre temporaire pour prendre rang en novembre 1914 (définitivement nommé à ce grade en janvier 1916). Remarqué pour son comportement héroïque, il est nommé chef de bataillon, au grade de commandant en juin 1918. Blessé quatre fois, il est décoré de la Croix de Guerre et cité quatre fois à l'ordre du jour pour acte de bravoure.
La guerre terminée, Edouard Berthélemot retourne à la vie civile, marqué par les faits d’armes mais aussi par l’horreur des guerres de tranchées qu’il vient de vivre. Il est réintégré dans la magistrature et devient le 20 juin 1919 vice-président du Tribunal d’Avesnes (Nord) où il est chargé des affaires concernant les régions libérées.
Décidé à prendre parti pour ses anciens camarades tombés au champ d’honneur ou blessés, il décide de se présenter aux élections législatives de 1919 qu’il gagne comme député de l’Aube le 16 novembre 1919 sur la liste d’Union républicaine qui emporte quatre sièges sur six. Il démissionne de ses fonctions de magistrat le 31 décembre de la même année.
Dans sa profession de foi politique, de concert avec ses colistiers, après avoir réclamé le maintien « des conquêtes laïques et sociales de la République », Edouard Berthélemot critique les dirigeants du parti socialiste, qui ont adopté les théories des communistes russes, et oppose à la lutte des classes « la solidarité de tous les citoyens dans la justice sociale ». Sur le plan des institutions, il demande la création d’un conseil national économique et la limitation de l’initiative parlementaire en matière de dépenses. En politique étrangère, il veut « l’exécution rigoureuse et immédiate des conditions imposées par le Traité de Paix à nos ennemis vaincus » mais souhaite « une réduction immédiate du service militaire ». Sur le plan agricole, il s’intéresse particulièrement à la production « intense des engrais ». Au profit des viticulteurs il exige la défense énergique des appellations d’origine. Enfin, il réclame sur le plan scolaire l’éducation intégrale de tous les enfants suivant leurs aptitudes sans égard aux conditions de fortune.
Edouard Berthélemot s’inscrit au groupe du parti Républicain radical et radical-socialiste et appartient à la Commission de l’hygiène et à la Commission de la législation civile et criminelle.  Ancien combattant, il s’attache à défendre les intérêts matériels et moraux de ses camarades du front. C’est ainsi qu’il dépose une proposition de loi relative à l’avancement des fonctionnaires ayant appartenu aux unités combattantes (en 1921) ; et qu’il participe à la discussion relative à la célébration de l’anniversaire de l’armistice du 11 novembre 1918 (en 1921).
Lors des débats à l’Assemblée, il demande l’extension aux fonctionnaires des Postes, Télégraphes et Téléphones (P.T.T.) des avantages de carrière accordés à certaines catégories de fonctionnaires anciens combattants, et il défend la législation sur les emplois réservés lors de la discussion relative aux économies budgétaires (en 1924). Juriste, il participe à la discussion sur les baux commerciaux (1923) et s’oppose à l’application du double décime et à la taxe sur le chiffre d’affaires frappant les cafés, hôtels et restaurants de moyenne importance (1924). En politique générale, il vote généralement avec la minorité mais s’abstint toutefois lors de la constitution du premier Cabinet Poincaré.
Il se représente sans succès aux élections générales du 11 mai 1924 sur une liste radicale qui fut finalement battue. Par décret du 9 août 1924, il est finalement réintégré dans la magistrature et nommé conseiller à la Cour d’Appel de Rouen. Le 11 septembre 1930, Edouard est nommé Président de Chambre à la Cour d’Appel de Rouen.
Alors qu'il est pressenti pour être nommé à la Cour de Cassation, il meurt prématurément à l’âge de 54 ans le 20 mai 1932 à Merxem, en Belgique.

### L'hôtel particulier Berthélemot

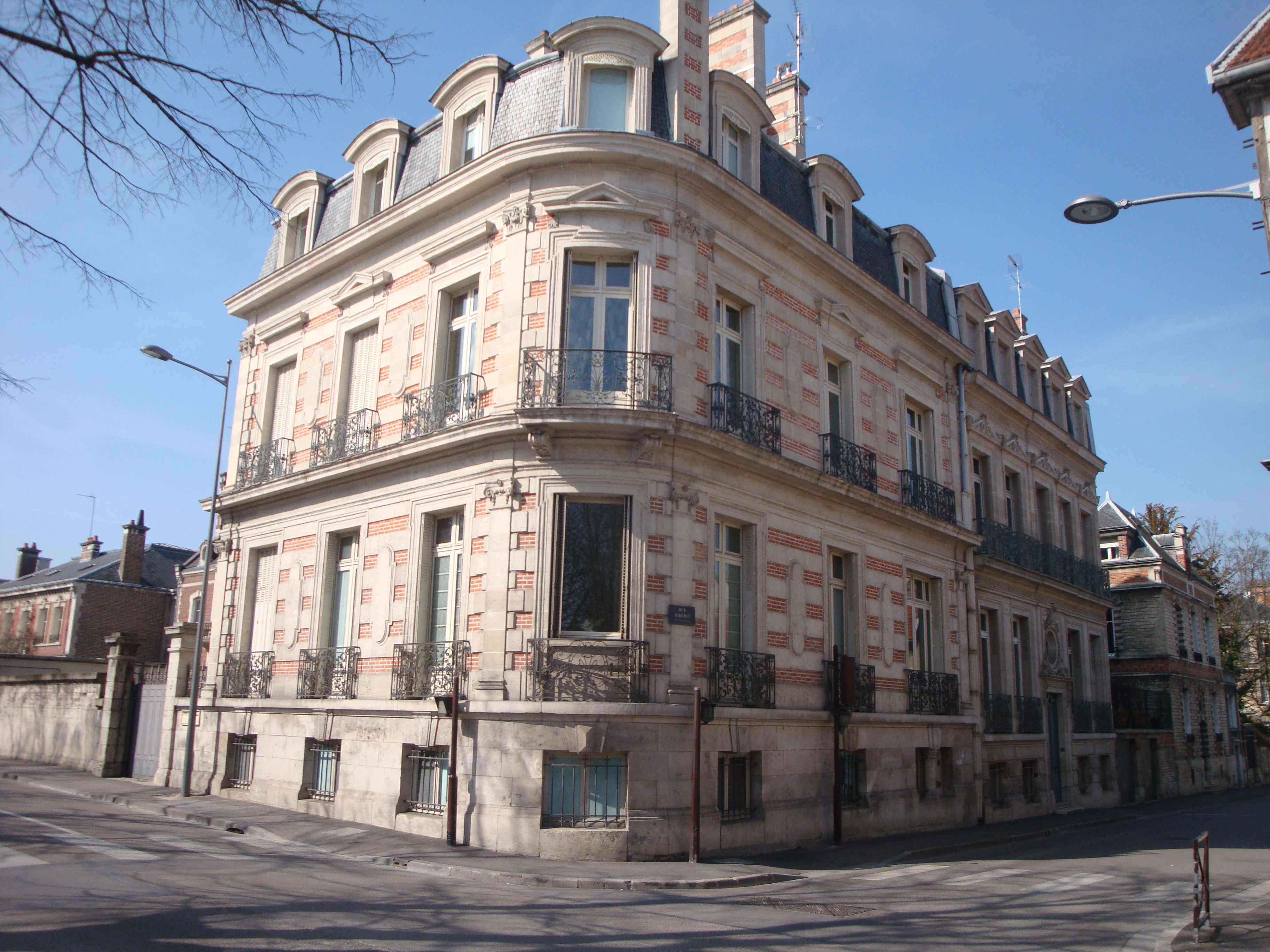
Façade de l'hôtel particulier Berthélemot au 34, boulevard Gambetta à Troyes.

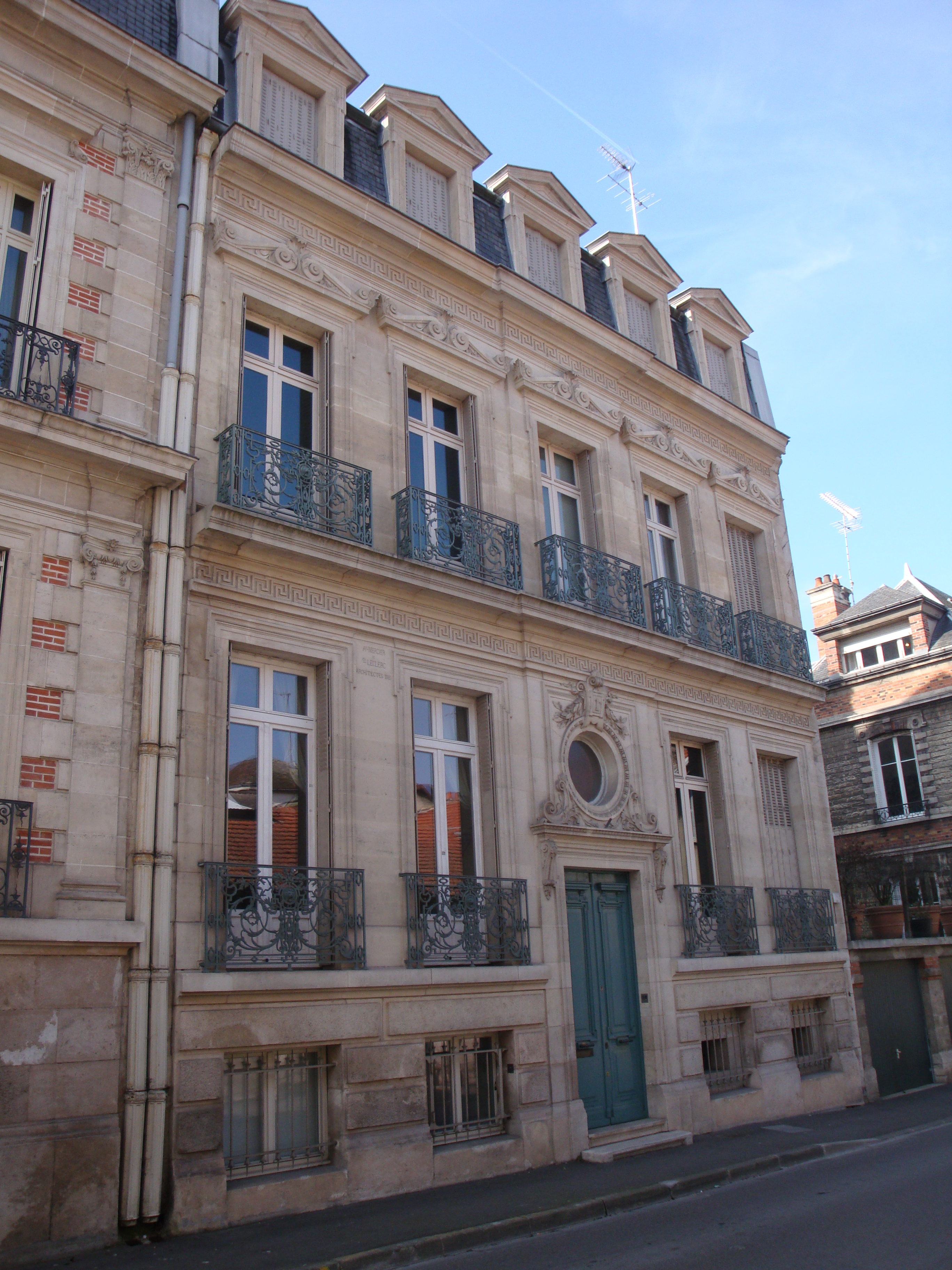
Façade de l'hôtel particulier Berthélemot au 1, rue Diderot à Troyes.

Edifié en 1881, l'hôtel Berthélemot à Troyes, œuvre des architectes Adolphe Mercier et Charles Leclerc, est constitué de deux parties : un immeuble au numéro 34, à l'angle du boulevard Gambetta et de la rue Diderot (précédemment rue de Clamart), et un immeuble contigu au numéro 1, rue Diderot. Lors de la Seconde Guerre mondiale, l'hôtel est le siège de la Polizei et de la Gestapo.

### Mariage et descendance
Edouard Berthélemot épouse le 25 février 1920 Alix Caruel de Saint-Martin, petite-fille du député bonapartiste Paul Caruel de Saint-Martin, dont postérité.

## Sources
- « Édouard Berthelemot », dans le Dictionnaire des parlementaires français (1889-1940), sous la direction de Jean Jolly, PUF, 1960 [détail de l’édition]